# Pierre Bottero
Pierre Bottero (13. února 1964 Barcelonnette – 8. listopadu 2009 Aix-en-Provence) byl francouzský spisovatel.
Již od mládí, kdy přečetl Pána prstenů od J. R. R. Tolkiena, byl milovníkem fantasy. Jeho kariéra autora knížek pro děti započala knihou Přítelkyně na celý život (Amies à vie), kterou napsal, když pomáhal své dceři s přípravou na test.
Největšího věhlasu dosáhl svou fantasy ságou složenou ze tří trilogií. První trilogie se jmenuje La Quête d’Ewilan (Hledání Ewilan), druhá Les Mondes d’Ewilan (Návštěvy Ewilan) a třetí, která je pouze francouzsky,[zdroj?] nese název Le pacte de Marchombres.

## Dílo
Hledání Ewilan (2003):
1. „D'un monde à l'autre˝ (v České republice vyšla kniha pod názvem „Dívka dvou světů˝, jako jediná kniha z celé ságy)
2. „Les Frontières de glace“ (měla být vydána v ČR v červnu 2008 pod názvem „Dívka v zajetí ledu“, zatím ovšem nevyšla)
3. „L’Ϊle du destin (přeloženo „Ostrov osudu“)

Návštěvy Ewilan (někde také Svět Ewilan):
1. „La Forêt des captifs“ (přeloženo „Les zajatců“)
2. „L’Œil d’Otolep (přeloženo „Oko Otolepa“)
3. „Les Tentacules d umal“ (přeloženo „Chapadla zla“)

Le Pacte des Marchombres:
1. „Ellana“
2. „Ellana l’envol“ (přeloženo „Ellana odlétá“)
3. „Ellana la prophétie“ (přeloženo „Elanino proroctví“)

Hlavním vydavatelem jeho knih ve Francii je vydavatelství Rageot, které mimo jiné vydalo i knihy ze série o Ewilan. Další díla, která Bottero pro děti napsal, jsou například:
- Zloděj domácích mazlíčků
- Koně v Irsku
- Zouck
- Můj kůň, můj osud
- Chlapec, který chtěl běhat rychleji

Většina děl zůstává pouze ve francouzském vydání.